# Oszczep (broń)

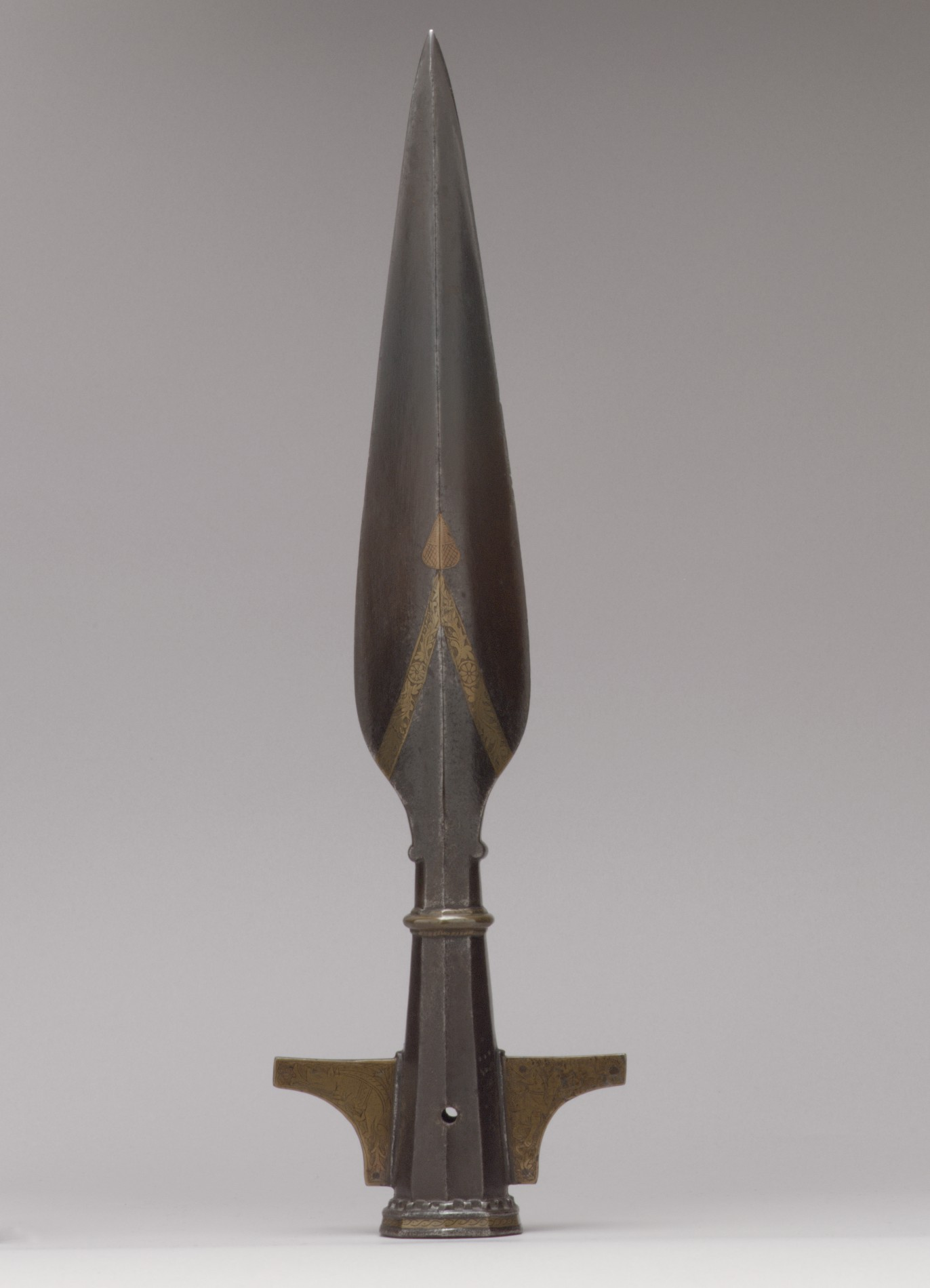
Ostrze XV-wiecznego oszczepu myśliwskiego z charakterystyczną poprzeczką

Oszczep – broń drzewcowa, myśliwska i bojowa, służąca głównie do miotania. Jest to jedna z najstarszych broni, pierwotnie  mająca postać prostego, zaostrzonego pręta drewnianego, w późniejszych czasach wyposażonego w grot z kości, kamienia lub metalu. 
W starożytności miotane oszczepy były najprawdopodobniej używane w okresie mykeńskim, na co wskazują znaleziska niewielkich grotów tego typu. W Grecji w okresie klasycznym różne rodzaje oszczepów były wykorzystywane w walkach na morzu, przez kawalerię i przez lekką piechotę, pełniącą funkcję harcowników, np. przez peltastów. Traccy peltaści wyposażeni byli zazwyczaj w kilka oszczepów o długości od 1,1 do 1,6 m. Przy chwycie miały one rzemienny temblak z pętlą, nadający broni przy wyrzucie ruch wirowy, a przez to ułatwiający daleki i celny rzut. Perska lekka piechota także wyposażona była w oszczepy, w odróżnieniu od elitarnych oddziałów nieśmiertelnych, którzy dysponowali cięższymi włóczniami do walki wręcz. 
W wojskach republikańskiego Rzymu specyficzną bronią miotaną legionowej piechoty był cięższy i grubszy oszczep – pilum, lecz w pierwszej linii wojsk wczesnej republiki używano typowych oszczepów. Stanowiły one zaczepną broń lekkozbrojnych welitów, których zadaniem był wstępny atak z odległości, dezorganizujący przygotowany szyk wojsk przeciwnika. Ich cienki oszczep (hasta velitaris) miał ok. 1,2 m długości z 25-30-centymetrowym ostrzem.
W średniowiecznej Europie oszczep jako broń miotana wyszedł praktycznie z użycia wobec dużo większej skuteczności łuków i kusz. Pozostał natomiast w użyciu jako broń myśliwska o szerokim, liściastym ostrzu, wyposażonym w specjalną poprzeczkę, która uniemożliwiała zbyt głębokie wbicie się broni w ciało ofiary.
Istnieje bardzo wiele lokalnych wariantów miotanych broni drzewcowych jak np. angon, assagaj, solliferum, dziryt itp.